# Horní Jiřetín
Horní Jiřetín är en stad i Tjeckien.   Den ligger i regionen Ústí nad Labem, i den nordvästra delen av landet, 80 km nordväst om huvudstaden Prag. Horní Jiřetín ligger 269 meter över havet och antalet invånare är 1 963.
Terrängen runt Horní Jiřetín är kuperad åt nordväst, men åt sydost är den platt. Runt Horní Jiřetín är det ganska tätbefolkat, med 120 invånare per kvadratkilometer. Närmaste större samhälle är Litvínov, 6,1 km nordost om Horní Jiřetín. I omgivningarna runt Horní Jiřetín växer i huvudsak blandskog.